# Robert von Zimmermann
Robert von Zimmermann (n. 2 noiembrie 1824, Praga – d. 1 septembrie 1898, Praga) a fost un filosof ceh de origine austriacă.
A predat la Universitatea din Viena începând cu anul 1861, fiindu-i profesor de psihologie lui Ioan Slavici.

## Opera
- Philosophische Propädeutik, 1852
- Geschichte der Ästhetik als philosophische Wissenschaft, 1858
- Allgemeine Ästhetik als Formwissenschaft, 1865
- Studien und Kritiken zur Philosophie und Ästhetik, 2 volume, 1870
- Anthroposophie, 1882